# Kevin Zemanek
Kevin Zemanek (* 31. Juli 1978) ist ein ehemaliger österreichischer Fußballspieler und nunmehriger -trainer.

## Karriere

### Als Spieler
Zemanek begann seine Karriere beim SCR Altach. Zur Saison 1991/92 wechselte er zum FC Dornbirn 1913. Zur Saison 1994/95 kehrte er nach Altach zurück, wo er zur Saison 1995/96 in den Kader der Kampfmannschaft rückte. Mit den Altachern stieg er 1997 in die 2. Division auf. Nach dem Aufstieg gab er im August 1997 gegen den First Vienna FC sein Zweitligadebüt. Bis zum Ende der Saison 1997/98 kam er zu fünf Zweitligaeinsätzen. Mit Altach stieg er jedoch direkt wieder in die Regionalliga ab. Im Jänner 2000 wechselte er ins Ausland.
Zur Saison 2000/01 kehrte er wieder nach Altach zurück, ehe er zur Saison 2001/02 ein zweites Mal ins Ausland ging. Zur Saison 2004/05 schloss er sich dem FC Götzis an. Zur Saison 2007/08 wechselte Zemanek ein drittes Mal ins Ausland. Zur Saison 2008/09 kehrte er wieder nach Österreich zurück und wechselte zum sechstklassigen TSV Altenstadt. Mit Altenstadt stieg er 2010 in die Landesliga auf. Bis zu seinem Abgang im Jänner 2011 kam er zu 64 Einsätzen für Altenstadt. Im Juni 2014 legte er seinen Spielerpass zum FC Langenegg, für den er bis August 2016 14 Partien in den Spielstufen vier und fünf absolvierte.

### Als Trainer
Zemanek wurde im Jänner 2017 Co-Trainer von Eric Orie beim Regionalligisten FC Dornbirn 1913. Nach dem Abgang Ories nach der Saison 2017/18 verließ auch Zemanek die Dornbirner.